# عبد الله فرج
عبد الله فرج (مواليد 27 سبتمبر 1986) لاعب كرة قدم إماراتي يجيد اللعب في الدفاع .

## مسيرة اللاعب
لعب سابقاً لأندية الجزيرة والظفرة و اتحاد كلباء والإمارات و الشباب والفجيرة و الذيد و البطائح .

## روابط خارجية
- عبد الله فرج على موقع Soccerway.com (الإنجليزية)